# Entreprise de construction aéronautique
Pour les articles homonymes, voir ECA.
Entreprise de construction aéronautique (ECA) est un constructeur aéronautique algérien créée en 1987 et basée à Tafraoui, au sud d'Oran.
Dépendant du ministère de la Défense nationale, l'ECA a construit au total une cinquantaine d'avions mono, bi et quadriplaces en 2012.

## Histoire
L'ECA est issue du protocole de coopération signé en 1987 entre l'Algérie et la Tchécoslovaquie et portant sur l'installation d'une chaîne de montage de monomoteurs biplaces et quadriplaces, les ZLIN-142 et ZLIN-43. En 1993 l'Armée populaire nationale hérite du projet. En 2002, ECA construit son premier avion, le Firnas-142.

## Activités
- Construction et maintenance aéronautique
- Conception et fabrication d'aéronefs
- Assurer l'ensemble des opérations de contrôle, de maintenance, de suivi technique pour sa gamme de production
- Assurer la formation du personnel navigant civil ou militaire

## Production
- Safir-43 (quadriplace), destiné à l'entraînement et la formation des pilotes, pour les aéro-clubs, ainsi que pour les opérations de navigation aérienne, de contrôle, de surveillance maritime et terrestre, d'évacuation sanitaire et de secours, mais aussi pour les opérations postales, de communication, de tourisme[2].
- Firnas-142 (biplace), destiné à l'entraînement des pilotes militaires et civils, et au aéro-clubs
- X-3A (monoplace)[3], destiné à la lutte antiacridienne et à l'épandage pour les besoins du secteur agricole[4].
- Safir-43 E (monoplace), plus performant que le X-3A, il est également spécialisé dans l'épandage de produits pour la lutte contre les insectes et autres. Il peut transporter jusqu'à 300 litres de produits de traitement à chaque sortie[5].